# Hartford (condado de Washington, Wisconsin)
Hartford es un pueblo ubicado en el condado de Washington en el estado estadounidense de Wisconsin. En el Censo de 2010 tenía una población de 3.609 habitantes y una densidad poblacional de 49,56 personas por km².

## Geografía
Hartford se encuentra ubicado en las coordenadas 43°19′57″N 88°21′6″O / 43.33250, -88.35167. Según la Oficina del Censo de los Estados Unidos, Hartford tiene una superficie total de 72.82 km², de la cual 70.97 km² corresponden a tierra firme y (2.54%) 1.85 km² es agua.

## Demografía
Según el censo de 2010, había 3.609 personas residiendo en Hartford. La densidad de población era de 49,56 hab./km². De los 3.609 habitantes, Hartford estaba compuesto por el 98.37% blancos, el 0.17% eran afroamericanos, el 0.17% eran amerindios, el 0.64% eran asiáticos, el 0.03% eran isleños del Pacífico, el 0.17% eran de otras razas y el 0.47% pertenecían a dos o más razas. Del total de la población el 1.44% eran hispanos o latinos de cualquier raza.